# 미국 장로교 신앙고백서
미국 장로교 신앙고백서(Book of Confessions , 信仰告白書, Book of Confessions of Presbyterian Church USA)) 미국 연합장로교회의 한 위원회가 마련하고, 1967년 이 교회가 채택했다. 이 안에는 니케아 신조, 사도신경, 스코틀랜드 신앙고백, 하이델베르크 교리문답, 제2 헬베티아 신앙고백, 웨스트민스터 신앙고백 및 웨스트민스터 소(小)교리문답, 바르멘 선언, 1967년 신앙고백이 들어 있다. '하느님의 화해 역사', '화해의 사역', '화해의 성취'라는 3개의 주요부로 구성되는 이 새로운 신조는 현대 세계에서 장로교든 다른 어떤 교단이든 교회가 맡은 사명을 주로 다룬다. 이 신조는 그리스도 안에서 화해란 현대 교회가 지니고 있는 참과 거짓의 개념까지도 기꺼이 재검토할 자세를 갖는 것이라고 주장하면서 인종주의, 전쟁, 가난, 인격적 관계의 단절 등 현대의 문제들을 간략히 지적한다.
1958년 미국 연합장로교회가 형성되었을 때 새 교회는 '간단하고 현시대에 맞는 신앙진술' 초안을 작성해야 한다고 규정했다. 대부분의 사람들은 이 새로운 진술이 웨스트민스터 신앙고백을 단순하게 간추리는 형식을 띨 것으로 예상했다. 그러나 1959년 이 작업을 시작한 위원회는 300년이나 된 신앙고백을 간추리는 정도로는 충분한 신앙진술이 되지 못한다는 점을 곧 발견했다. 그뒤 이 위원회는 연속성과 전승 문제를 적절히 다루고, 새로운 신조를 포함시키는 '신앙고백서'를 만들도록 허락받았다.
1967년의 신앙고백은 신앙고백서에 담긴 역사적 신조들을 내용의 반복 없이 전제·지속·보완하는 데 목표를 두었다. '하느님의 화해 역사', '화해의 사역', '화해의 성취'라는 3개의 주요부로 구성되는 이 새로운 신조는 현대 세계에서 장로교든 다른 어떤 교단이든 교회가 맡은 사명을 주로 다룬다. 이 신조는 그리스도 안에서 화해란 현대 교회가 지니고 있는 참과 거짓의 개념까지도 기꺼이 재검토할 자세를 갖는 것이라고 주장하면서 인종주의, 전쟁, 가난, 인격적 관계의 단절 등 현대의 문제들을 간략히 지적한다. 또한 1967년의 신앙고백은 성서에 대한 비판적인 연구가 교회에서 성서를 사용하는 것을 반대하기보다는 돕는다는 점을 분명히 밝히고 있다.

## 참고 문헌
- 이 문서에는 다음커뮤니케이션(현 카카오)에서 GFDL 또는 CC-SA 라이선스로 배포한 글로벌 세계대백과사전의 내용을 기초로 작성된 글이 포함되어 있습니다.